# Félix Badillo
Félix Badillo y Rodrigo (Sigüenza, 1848-Madrid, 1896) fue un dibujante, litógrafo y pintor español.

## Biografía
Nacido en la localidad guadalajareña de Sigüenza en 1848, era hijo de Juan Badillo y Forron, hacendado de Torrecuadrada de Molina. Cursó sus estudios en el colegio de Molina de Aragón y en el Instituto de Guadalajara, donde hacia 1866 ya despuntaba como dibujante, siendo premiado en esa materia en 1868. Ya en Madrid, entró en la Escuela Especial de Pintura y trabajó como copista del Museo del Prado entre el otoño de 1868 y la primavera de 1869.
Por los años de 1872 y 1873 publicó gran número de trabajos litográficos que le hicieron obtener reputación, entre ellos se encontraron un retrato de gran tamaño de Carlos de Borbón con uniforme de capitán general, Alfonso de Borbón (su hermano), María de las Nieves a caballo, los jefes carlistas Dorregaray, Velasco, Savalls y Castells, el de Antonio Aparisi y Guijarro y una imagen de san Isidro Labrador, patrón de Madrid. En la Exposición provincial de Guadalajara celebrada en 1876, presentó un retrato al óleo de Antonio Alcalá-Galiano, que era a la sazón gobernador de aquella provincia, y fue premiado con medalla de plata. También se dedicó a la enseñanza particular, aunque más y muy preferentemente a dibujar para los periódicos ilustrados, siendo muchos los retratos de su mano que se conservaban en las colecciones de La Ilustración. Al óleo ejecutó un Retrato de Don Adelardo López de Ayala (cadáver), Busto de la reina Doña María de las Mercedes, Retrato del rey Don Alfonso XII, para la Diputación provincial de Guadalajara.
Se inició como ilustrador en el semanario La Ilustración Española y Americana al tiempo que trabaja como profesor de dibujo. En 1877 la Diputación de Guadalajara le encargó un retrato del rey Alfonso XII.
En 1879 aparecía en el censo madrileño como vecino del número 29 de la calle San Bernardo, de profesión dibujante. Participó en la Exposición Nacional de Bellas Artes de 1887 con el retrato Su majestad el Rey don Alfonso XIII y su madre la Reina Regente María Cristina, y en 1889 en la exposición del Círculo de Bellas Artes de Madrid con un retrato del psiquiatra José María Esquerdo. En esa época vive ya en el número 5 de la calle Arriaza, donde un año más tarde (1890) muere su único hijo de cinco años de edad.
Quedó noticia de su actividad en Madrid hasta 1895. En 1895 fue nombrado profesor de dibujo del Centro de Instrucción Comercial de Madrid. Falleció en julio de 1896 en Madrid.